# گسیختگی (فیلم ۲۰۱۱)
گسیختگی (به انگلیسی: Detachment) فیلمی آمریکایی در سبک درام به کارگردانی تونی کی و نویسندگی کارل لوند و بازی آدرین برودی دربارهٔ نظام آموزشی دبیرستانی است.

## داستان
گسیختگی داستان حدود ۱ ماه از زندگی مدرسین، دانش آموزان و مدیران یک دبیرستان را از دید یک مربی جایگزین به نام هنری بارتیس (آدرین برودی) روایت می‌کند.

## نقش‌ها
در ابتدا مایکل وینکات برای بازی در نقش آقای دی‌یردن در نظر گرفته شد.

## واقعیت
بتی کی (در نقش مردیت) دختر کارگردان تونی کی است.

## بازیگران
- آدرین برودی در نقش هنری بارتیس
- مارسیا گی هاردن در نقش مدیر کارول دی‌یردن
- کریستینا هندریکس در نقش سارا مدیسون
- ویلیام پترسن در نقش آقای سارج
- تیم بلیک نلسون در نقش
- بتی کی در نقش مردیث
- سمی گیل در نقش اریکا
- برایان کرانستون در نقش آقای دی‌یردن
- لوسی لیو در نقش دکتر دوریس پارکر
- بلایث دانر در نقش خانم پرکینز
- جیمز کان در نقش چارلز سیبولت

بازیگران این فیلم شامل دو برنده اسکار هستند: آدرین برودی و مارسیا گی هاردن و همچنین دو نامزد اسکار: جیمز کان و برایان کرانستون

## تولید
فیلمبرداری این کار در دبیرستان و راهنمایی مینه‌ئولا در لانگ آیلند، نیویورک انجام شد.